# Санний спорт на зимових Олімпійських іграх 2010
Змагання з санного спорту на зимових Олімпійських іграх 2010 року в Ванкувері будуть проводитися в (Whistler Sliding Centre) в Вістлері, Британська Колумбія і проходитимуть між 13 і 17 лютого 2010 року.

## Дисципліни (санного спорту)
- Чоловіки, Одиночний розряд
- Жінки, Одиночний розряд
- Парні

## Розклад змагань
| ! День | Дата                 | Старт | Фініш | Дисципліна                 | Фази                      |
| ------ | -------------------- | ----- | ----- | -------------------------- | ------------------------- |
| День 2 | Субота 2010-02-13    | 17:00 | 20:35 | Чоловіки, Одиночний розряд | заїзди «1» і «2»          |
| День 3 | Неділя 2010-02-14    | 13:00 | 16:50 | Чоловіки, Одиночний розряд | фінальні заїзди «3» і «4» |
| День 4 | Понеділок 2010-02-15 | 17:00 | 19:55 | Жінки, Одиночний розряд    | заїзди «1» і «2»          |
| День 5 | Вівторок 2010-02-16  | 13:00 | 16:10 | Жінки, Одиночний розряд    | фінальні заїзди «3» і «4» |
| День 6 | Середа 2010-02-17    | 17:00 | 19:15 | Парні                      | фінальні заїзди «1» і «2» |

## Перелік країн і учасників від них
| Країна            | Чоловіки | Жінки | Парні |
| ----------------- | -------- | ----- | ----- |
| Аргентина         | 1        | 0     | 0     |
| Австралія         | 0        | 1     | 0     |
| Австрія           | 3        | 2     | 2     |
| Болгарія          | 2        | 0     | 0     |
| Канада            | 3        | 3     | 2     |
| Чехія             | 2        | 0     | 1     |
| Франція           | 1        | 0     | 0     |
| Велика Британія   | 1        | 0     | 0     |
| Грузія            | 2        | 0     | 0     |
| Німеччина         | 3        | 3     | 2     |
| Індія             | 1        | 0     | 0     |
| Італія            | 3        | 1     | 2     |
| Японія            | 1        | 2     | 0     |
| Південна Корея    | 1        | 0     | 0     |
| Латвія            | 3        | 3     | 2     |
| Молдова           | 1        | 0     | 0     |
| Польща            | 1        | 1     | 0     |
| Румунія           | 1        | 3     | 2     |
| Росія             | 3        | 3     | 2     |
| Словенія          | 1        | 0     | 0     |
| Швейцарія         | 1        | 1     | 0     |
| Словаччина        | 1        | 2     | 1     |
| Китайський Тайбей | 1        | 0     | 0     |
| Україна           | 0        | 2     | 2     |
| США               | 3        | 3     | 2     |
| Загалом: 25 країн | 40       | 30    | 20    |

## Турнірні здобутки

### Загальний залік
| Місце | Країна    | Золото | Срібло | Бронза | Загалом |
| ----- | --------- | ------ | ------ | ------ | ------- |
| 1     | Німеччина | 2      | 1      | 2      | 5       |
| 2     | Австрія   | 1      | 1      | 0      | 2       |
| 3     | Латвія    | 0      | 1      | 0      | 1       |
| 4     | Італія    | 0      | 0      | 1      | 1       |

### Медалісти
| Дисципліна                 | Золото                            | Срібло                  | Бронза                          |
| Чоловіки, Одиночний розряд | Фелікс Лох                        | Давід Меллер            | Армін Цеггелер                  |
| Жінки, Одиночний розряд    | Татьяна Гюфнер                    | Ніна Райтмаєр           | Наталі Гайзенберґер             |
| Парні                      | Андреас Лінгер / Вольфганг Лінгер | Андріс Шицс / Юріс Шицс | Александер Реш / Патрік Ляйтнер |